# De Blauwe Toekan
De Blauwe Toekan is het zesde stripverhaal van Nero. De eerste negen klassieke avonturen verschenen onder de titel De avonturen van detective Van Zwam. De reeks wordt getekend door striptekenaar Marc Sleen. De Nieuwe Gids publiceerde voorpublicaties tussen 3 juni 1949 en 14 september 1949, maar de eerste albumuitgave verscheen pas in 1954.

## Hoofdrollen
- Detective Van Zwam
- Jef Pedal
- Nero
- Jan Spier
- Piekhasso
- Isabelle

## Plot
Omdat Nero de ganse tijd binnenzit om met zijn geld te spelen besluiten Jef Pedal en Isabelle hem op doktersadvies mee naar de kermis te nemen. Terwijl Nero en Jef Pedal in de botsauto's zitten verdwijnt Isabelle spoorloos. Jef Pedal besluit Detective Van Zwam in te schakelen. Van Zwam keert 's nachts naar de kermis terug en ontdekt dat de hypnotiseur Piekhasso, die zijn act die dag nog afgelast had bij gebrek aan een vrouwelijke partner, nu ineens morgen wel zal optreden. Van Zwam verdenkt hem ervan iets met Isabelles verdwijning te maken te hebben en ziet Isabelles silhouet in Piekhasso's woonwagen. Hij dringt in de wagen binnen, maar de gehypnotiseerde Isabelle herkent hem niet. Dan wordt Van Zwam door Piekhasso betrapt en in een papegaai veranderd.
De dag erop keert Nero, onder dwang van Jef Pedal, terug naar de kermis om Isabelle en Van Zwam te zoeken. Tijdens de show van Piekhasso ontdekt Nero dat Isabelle diens assistente is geworden. Nero protesteert, maar wordt zelf door Piekhasso gehypnotiseerd en gedwongen zijn fortuin naar hem toe te brengen en vervolgens uit het raam te springen. Nero wordt echter gered door Jef Pedal en Jan Spier, een frituuruitbater waarmee Nero op de kermis kennis heeft gemaakt. Terug bij zijn positieven vertelt hij Pedal en Spier alles, maar als ze op de kermis aankomen, blijkt Piekhasso reeds gevlucht. Omdat Piekhasso vertelde naar zijn geboorteland terug te keren, "het land van de blauwe toekan", leiden ze na een bezoek aan een ornitholoog hieruit af dat hij naar Brazilië is gevlucht. Pedal, Spier en Nero vliegen meteen naar het Zuid-Amerikaanse land heen.
Daar krijgt een schatrijke Braziliaanse planter medelijden met hun situatie en leent hen een vliegtuig om naar het Amazonewoud te vliegen. Tijdens een storm raakt een bliksemstraal echter de benzinetank en moet iedereen parachuteren. Jan Spier, Jef Pedal en Nero komen midden in het oerwoud terecht waar ze onder meer bedreigd worden door een anaconda, apen die hun geweer stelen en een zwarte panter. Een indiaan doodt de panter en besluit Nero en co per prauw naar het gebied waar de blauwe toekan leeft te brengen. Andere indianen schieten echter een gifpijl in zijn rug en de indiaan valt achterover in de rivier waar hij verslonden wordt door piranha's. Nero, Jef Pedal en Jan Spier vluchten en vinden toevallig de blauwe toekan. De indianen hebben hen echter ingehaald en brengen hen naar hun dorp om hen te koppensnellen en gekrompen hoofden van hun hoofden te maken. Terwijl de dorpstovenaar Nero's hoofd probeert af te snijden komt een papegaai (Van Zwam) de ceremonie verstoren. Piekhasso blijkt in aantocht om geschenken uit te delen om ter plekke te kunnen blijven. De Indianen besluiten Nero, Jef Pedal en Jan Spier snel in een hut te verbergen. Als Piekhasso aankomt deelt hij allerlei geschenken uit en drinken de Indianen al zijn vuurwater op. Eén dronken Indiaan praat zijn mond voorbij en verklaart dat er nog 3 blanken gevangenzitten in zijn hut. Piekhasso ruikt argwaan en wandelt naar de hut. Daar slaan Jan Spier, Nero en Jef Pedal hem buiten westen en nemen hem en Isabelle mee.
Tijdens hun tocht door het oerwoud hypnotiseert Piekhasso Nero en beveelt hem zijn vrienden met een revolver onder controle te houden. Jef Pedal laat uit schrik Isabelle op de grond vallen die hierbij terug normaal wordt. Nero vuurt enkele kogels af, maar wordt door de papegaai Van Zwam gebeten en al snel door de anderen weer overmeesterd. Jan Spier en Jef Pedal dwingen Piekhasso vervolgens om Van Zwam weer om te toveren. Van Zwam is opnieuw een mens, maar Piekhasso weet in de tussentijd te ontsnappen. Nero wil meteen de achtervolging inzetten om zijn 80 miljoen terug te krijgen, maar zijn vrienden verklaren dat nu ze Van Zwam en Isabelle terughebben ze liever weer naar huis gaan. Nero verklaart dat hij hier niet vanwege zijn vrienden is gekomen, maar wel om zijn fortuin terug te krijgen, en loopt terug naar het Indianendorp. Daar heeft Piekhasso de Indianen gehypnotiseerd en bevolen Nero en co gevangen te nemen. Terwijl de stam het oerwoud invlucht vindt Nero in het dorp zijn geldkist terug en sleept deze verder het oerwoud in. Daar krijgt hij wroeging over het feit dat hij zijn vrienden in de steek heeft gelaten, zeker nadat een Indianenkind dat hij uit een valkuil heeft gered hem vertelt dat de stam zijn vrienden zal koppensnellen. Hij keert terug naar het dorp waar de Indianen net van plan zijn Jef, Jan, Van Zwam en Isabelle te onthoofden. Nero vermomt zich als de tovenaar en bevrijdt hen. Piekhasso komt tot inkeer en besluit de nieuwe tovenaar van de Indianen te worden en Van Zwam, Spier, Pedal en Isabelle tegen hen te beschermen.
Nero realiseert zich vervolgens plots dat zijn geldkoffer nog in het oerwoud staat. Hij draagt hem terug, maar zinkt weg in een moeras. Dankzij een Schildpad weet hij weer aan de kant te komen en acht dagen later komt hij opnieuw zijn vrienden tegen. De schildpad dreigt echter met de kist opnieuw in een moeras te lopen, maar Nero en co weten de koffer toch weer boven te halen. Terwijl hij nog staat uit te blazen wordt Nero vervolgens door een gifpijl getroffen! Pablo, de jager die de pijl afschoot, weet Nero via een tegengif te genezen en Nero en co keren terug naar hun vaderland zonder verdere problemen. Eenmaal thuis heeft Nero wel nog moeite de kist open te krijgen, maar nadat hij ze uit het raam gekeild heeft (en daarbij ook een agent verplettert) gaat ze toch eindelijk open.

### Tekeningen
In De blauwe toekan valt er heel wat moois te bespeuren. Verschillende plaatjes van het Amazoneregenwoud getuigen bijvoorbeeld van Marc Sleens pure tekenplezier (stroken 52 en 82). Het natuurlijke decor (het gebladerte van de tropische plantengroei) drukt soms ook de betekenis uit van een scène. Een expressieve tekening van de tropische plantengroei is blijkbaar belangrijker dan een realistische weergave.

## Het einde
Van de afloop van De blauwe toekan bestaan er twee versies. De krantenversie en de weekbladversie, die destijds ook voor het album werd gebruikt.

## Achtergronden bij het verhaal
- In strook 2 merkt de rijk geworden Nero op: "Morgen koop ik de Noord-Zuidverbinding."
- Wanneer Nero een boksbarak ziet zegt hij: "Dat is iets naar mijn tand, herinnert mij mijn match met Joe Louis." Een verwijzing naar zijn vorige album, De Erfenis van Nero.
- In strook 4-5 zien we Bolleke staan met een ballon in de hand. Bolleke is een figuur uit een andere reeks van Sleen: Piet Fluwijn.
- Jan Spier maakt in strook 5 zijn debuut.
- De naam van de hypnotiseur Piekhasso is natuurlijk gebaseerd op Pablo Picasso. Het personage keerde 51 jaar later nog 'ns terug in het album "De Orde van de Lange Tenen" (2000).
- In strook 16 zien we een orgeldraaier met zijn aap met het onderschrift "betaalde reclame". Mogelijk verwijst Sleen hiermee naar één of andere toenmalige advertentie.
- Van Zwam blijkt in strook 20 in een papegaai veranderd. Personages die in dieren worden veranderd zouden nog in veel Nero-albums de plot vormen: Operatie Koekoek (1958), De Groene Patreel (1961), Mama Kali (1969), De Paardekop (1976), De Kat van Katmandu (1978) en "Allemaal Beestjes" (1981).
- Piekhasso droomt in strook 27 van een lang en gelukkig leven: "Zoiets lijk Aga Khan en Rita Hayworth". De Perzische miljardair Aga Khan was toen net gehuwd met de Amerikaanse filmactrice Rita Hayworth. Het volgende Nero-verhaal zou zich ook op deze gebeurtenis inspireren: De Juwelen van Gaga-Pan (1949).
- Wanneer Nero in strook 30 uit zijn huis springt, verklaart een onderschrift: "Kosenkina achterna (maar van veel hoger)". Oksana Stepanovna Kosenkina was een Russische lerares die in 1949 vanuit de Russische ambassade in Manhattan naar beneden sprong omdat ze beweerde door hen gegijzeld te worden. Ze overleefde haar val.
- In strook 41 verklaart Jan Spier: "Het bloed van Breydel klopt in mij." Jan Breydel was een Vlaamse opstandelingenleider ten tijde van de Guldensporenslag. Later in de reeks zou Jan Spier beweren de laatste afstammeling van Breydel te zijn.
- Terwijl Jef Pedal en Jan Spier geld bijeensparen om naar Brazilië te reizen verklaart Nero: "Hm, ik zou feitelijk liever naar de Ronde van Frankrijk gaan."
- In strook 50-51 zingt Nero het Braziliaanse lied "Maria de Bahia", in Nederlandstalig taalgebied onder meer bekendgemaakt als Maria van Bahia door Eddy Christiani.
- De slang die Nero, Jef Pedal en Jan Spier in strook 57-64 tracht te wurgen is een anaconda. In strook 61 wordt ze omschreven als een boa constrictor, een iets kleinere Zuid-Amerikaanse wurgslangensoort.
- De hoed die uit zichzelf lijkt te bewegen (strook 64 tot 66) is een idee dat later verder wordt uitgewerkt in De Hoed van Geeraard de Duivel (1950).
- In strook 87 maakt Sleen een grap over het feit dat de Neroverhalen in die tijd in zwart-wit werden getekend: Als ze eindelijk een blauwe toekan vinden, merkt Nero op:  "Spijtig dat de lezers niet kunnen zien dat hij hemelsblauw is.".
- Wanneer in strook 118 Van Zwam weer is omgetoverd verklaart hij: "Waar ben ik al die tijd geweest? Wat doen we hier? Hoe was er een spannend verhaal mogelijk zonder mij?" Van Zwam was officieel nog steeds de hoofdrolspeler in de reeks, maar Nero begon hem steeds meer te verdringen als de centrale figuur.
- Nero droomt er in strook 125 van rijk te zijn. Eenmaal in België zal hij "zich in de politiek lanceren, een worstenfabriek oprichten, veel geld verdienen. Geld gelijk slijk." Toevallig zou een decennium later worstenfabrikant Paul Vanden Boeynants ook in de politiek stappen en rijk worden.
- In strook 147 sloop opnieuw een foutje. De Indianen nemen afscheid van Nero en co met de woorden: "Adios, Adios" en "Saludos Amigos". Dit zijn Spaanse uitspraken terwijl het verhaal zich in het voornamelijk Portugees sprekende Brazilië afspeelt.
- In stroken 150-151 slingert Nero aan een liaan, want: "Als Tarzan het kan, waarom zou ik het niet kunnen?".